# Seno petroso inferior
Los senos petrosos inferiores son dos pequeños senos situados en el borde inferior de la parte petrosa del hueso temporal, uno a cada lado. Cada seno petroso inferior drena el seno cavernoso en la vena yugular interna.

## Estructura
El seno petroso inferior está situado en el surco petroso inferior, formado por la unión de la parte petrosa del hueso temporal con la basilar del hueso occipital. Comienza por debajo y detrás del seno cavernoso y, pasando por la parte anterior del foramen yugular, termina en el bulbo superior de la vena yugular interna.

## Función
El seno petroso inferior recibe las venas auditivas internas y también las venas de la médula oblonga, del puente de Varolio y de la superficie inferior del cerebelo.

## Imágenes adicionales

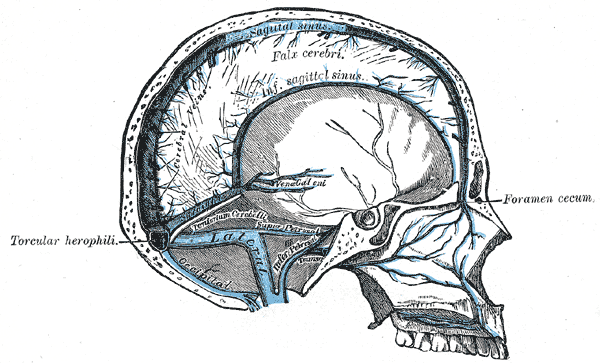
Sección sagital del cráneo, mostrando los senos de la duramadre.